# .45 ACP

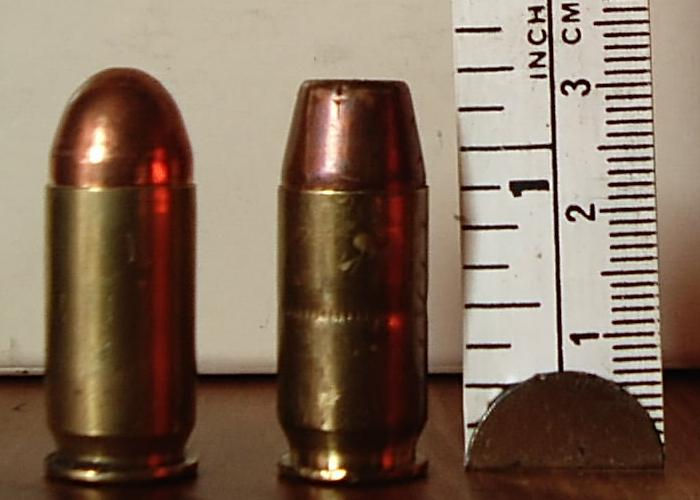
Náboj .45 ACP

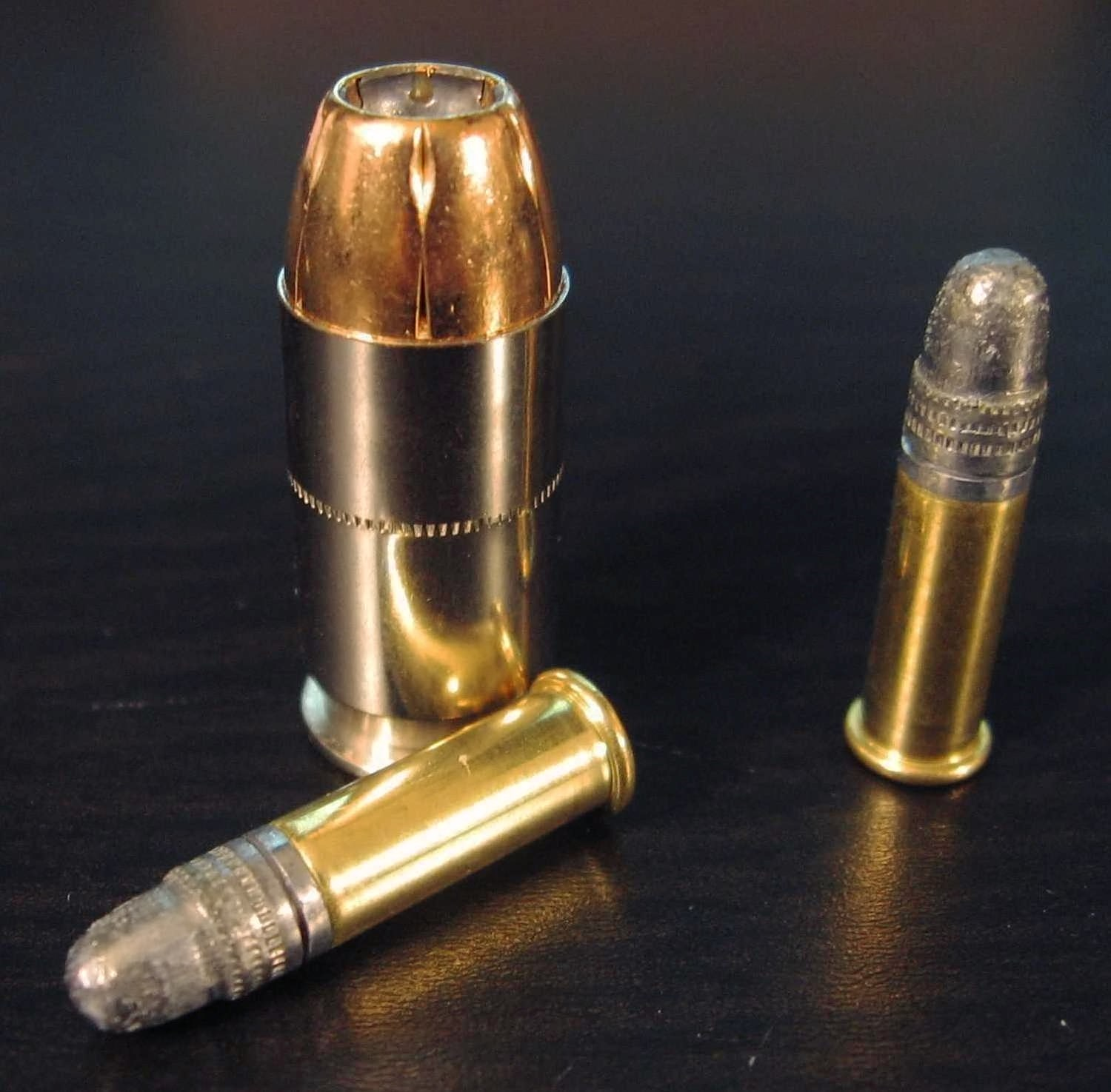
.45 ACP se střelou typu hollow-point v porovnání s nábojem .22LR

.45 ACP (11,43×23mm) (Automatic Colt Pistol), také známý jako .45 Auto (C.I.P.) nebo 45 Auto (SAAMI), je pistolový náboj zkonstruovaný Johnem Browningem v roce 1905 pro použití v jeho prototypu poloautomatické pistole Colt. Z toho se později vyvinula pistole M1911, která byla roku 1911 převzata americkou armádou.
Tento náboj se stal jedním z nejúspěšnějších vůbec, jak při vojenském použití, tak při použití civilisty. Od svého vytvoření na něj bylo komorováno nespočetně zbraní, zejména pistolí a samopalů, ale i pušek; revolvery jsou v této ráži vyráběny také, zpravidla pak používají díky absenci okraje u tohoto náboje pro nabíjení věnečky, neboli moon clipy). Existuje i varianta náboje .45ACP s okrajem, speciálně vytvořeným pro použití v revolverech, ta má označení .45 Auto Rim.

## Konstrukce a historie
Americké jezdectvo kupovalo a testovalo na přelomu 19. a 20. století velké množství zbraní. Po mnoha testech a zkušenostech jiných armád došli k závěru, že minimální ráže má být .45 .
Firma Colt pracovala s Browningem na vývoji ráže .41 v roce 1904 a když v roce 1905 jezdectvo požadovalo ráži .45, předělali svoji pistoli na tuto požadovanou ráži. Výsledkem byl Colt Model 1905 a nový náboj .45 ACP.
Náboj měl původně střelu o hmotnosti 13 g a úsťovou rychlost 275 m/s (491 J). Po mnoha zkouškách se ale zjistilo, že lepší je hmotnost 15g a rychlost 260 m/s (507 J).
Tento náboj je velmi podobný výkonem náboji .45 S&W. Ve srovnání s nábojem .45 Colt je pouze o trochu méně výkonný, ale je mnohem kratší.

## Výkon
Jedná se o jeden z nejefektivnějších pistolových nábojů určených pro boj. Kombinuje velmi dobrou přesnost se zastavovacími schopnostmi proti lidským útočníkům. Dále má přijatelný zdvih a zpětný ráz a nízký světelný záblesk při výstřelu.
Jako mnoho jiných pistolových nábojů dosahuje nízké úsťové rychlosti, a proto není příliš vhodný proti neprůstřelným vestám. Jeho další nevýhodou jsou větší rozměry, s čímž souvisí jednak vyšší výrobní náklady, ale také skutečnost, že se jich do zásobníku nevejde příliš mnoho (obzvlášť v porovnání s nábojem 9 mm Luger). To je častý důvod, proč si lidé kupují raději zbraně komorované na jiné, rozměrově menší náboje. Z tohoto hlediska je také nepříjemné, že když výrobce zbraně použije dvouřadý zásobník, tak je rukojeť zbraně příliš velká a pro většinu lidí tudíž nepohodlná. Proto i různé policejní jednotky dávají přednost nábojům typu .40 S&W a .357 SIG
I při použití neexpanzivní střely je tento náboj efektivní vůči lidským cílům. Svými parametry totiž při průletu tkáněmi vytvoří velký a poměrně trvalý střelný kanál.
V několika poslední desetiletích se objevily moderní střely typu hollow-point (HP), které měly zvýšit expanzivní potenciál střely a tím i pravděpodobnost zastavení útočníka. Vzhledem k nízké úsťové rychlosti střely je expanze nespolehlivá. Výjimkou je varianta +P (používá vyšší tlak při výstřelu, než je podle specifikace dovoleno) se skoro o 20% vyšší rychlostí.
Výhodou většího průměru střely je nižší šance prostřelení cíle skrz. Tím se snižuje pravděpodobnost zranění dalších osob, které nebyly cílem střelby.
Vzhledem k tomu, že všechny standardní laborace tohoto náboje jsou podzvukové, tak se jedná o jeden z nejsilnějších nábojů, na který se dá dobře použít tlumič hluku výstřelu.

## Příklady střelných zbraní používající náboj .45 ACP

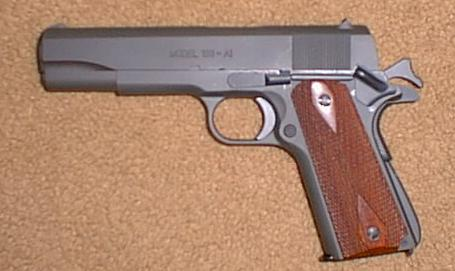
Springfield Armory .45 ACP M1911A1 pistole

- American Derringer Semmerling LM4 pistole
- AMT Hardballer pistole
- Beretta 8045 Cougar pistole
- Beretta Cx4 Storm
- CZ-97B pistole
- Zigana C45
- Karabina De Lisle
- Detonics Combat Master pistole
- Downsizer Corporation WSP (Nejmenší pistole na světě)
- FP-45 Liberator pistole
- Glock 21, Glock 30, Glock 36 pistole
- Grand Power P45, Grand Power P45L pistole
- Heckler & Koch HK45 pistole
- Heckler & Koch USP pistole
- Heckler & Koch P7 pistole
- Heckler & Koch UMP samopal
- Hi-Point .45 ACP pistole
- Kahr Arms P45
- Kahr Arms PM45
- IMI Uzi samopal
- La France M16K samopal
- LAR Grizzly Win Mag samopal
- M1911 pistole (různí výrobci)
- M1917 revolver
- M3 submachine gun samopal
- MAC-10 samopal
- Marlin Camp 45 karabina
- Para-Ordnance
- Ruger P345 pistole
- Ruger P90 pistole
- Ruger SR1911 pistole
- M1917 Revolver revolver
- S&W Model 25-2 revolver
- S&W Model 625 revolver
- S&W Model 625 Mountain Gun revolver
- S&W SW99 pistole
- Smith & Wesson M&P 45 pistole
- SIG P220 pistole
- SIG P245 pistole
- Springfield Armory XD-45 pistole
- Star Megastar
- Star Model PD pistole
- Některé pistole zbrojovky Taurus
- TDI KRISS Super V XSMG samopal
- Thompson samopal
- ČZ TT 45 45 ACP